# Emanuel Kodet
Emanuel Julian Kodet (ur. 23 marca 1880 w Pelhřimovie, zm. 4 lutego 1954 w Lučanach nad Nysą) – czeski rzeźbiarz, malarz i grafik.
Był synem krawca, ale nie planował kontynuować rodzinnej tradycji. Rozpoczął naukę w szkole ceramicznej w Bechyně, a następnie rozpoczął studia w Akademii Sztuki Użytkowej w Pradze pod kierunkiem prof. Stanislava Suchardy. Po otrzymaniu dyplomu ukończenia wyjechał na rok kontynuować naukę w akademii w Rzymie. W 1911 przebywał we Lwowie, jego płaskorzeźby zdobią elewację zaprojektowanego przez Władysława Derdackiego i Witolda Minkiewicza gmachu dawnego oddziału Praskiego Banku Kredytowego przy Prospekcie Swobody 17.
Jego autorstwa są rzeźby i pilastry na elewacji nowego budynku Wydziału Sztuki Uniwersytetu Karola w Pradze, w 1915 stworzył alegoryczne płaskorzeźby „Handel i Przemysł” na elewacji wiedeńskiego oddziału „Živnostenská banka”. Dziełem jego życia okazał się pomnik Jana Žižki pod Sudomierzem mierzący szesnaście metrów, przedstawiający przywódcę husytów, powstały w 1925. W tym czasie powstał również sławny posąg primabaleriny Jelizawiety Nikolskiej. Po powstaniu Czechosłowacji w 1918 stworzył pomnik poległych w Jirce, pomnik Jana Husa w Sušicy w 1923 i wiele innych. Był twórcą wielu pomników i upamiętnień dla organizacji Sokół. Ponadto był autorem rzeźb ceramicznych w stylu art déco, które są cenione w handlu rękodziełem artystycznym.